# Villiers-le-Bâcle
 Villiers-le-Bâcle  es una población y comuna francesa, ubicada en la región de Isla de Francia, departamento de Essonne, en el distrito de Palaiseau y cantón de Bièvres.

## Demografía
| 238 | 256 | 225 | 750 | 953 | 1093 |
| Para los censos de 1962 a 1999 la población legal corresponde a la población sin duplicidades (Fuente: INSEE [Consultar]) |     |     |     |     |      |